# Дашук, Инна Витальевна
И́нна Вита́льевна Дашу́к (род. 6 января 1972, Тавда, Свердловская область, РСФСР, СССР) — советская и российская волейболистка, игрок сборной СССР (1989—1991). Двукратная чемпионка Европы, двукратная чемпионка СССР, трёхкратная чемпионка России. Мастер спорта СССР международного класса (1991).

## Биография
Волейболом начала заниматься в 1982 году в ДЮСШ города Тавда.
Выступала за команды: «Уралочка» (Свердловск/Екатеринбург) (1987—1989, 1992—1995), «Уралочка-2» (Свердловск/Екатеринбург) (1989—1992). Двукратная чемпионка СССР (1988, 1989), бронзовый призёр первенства СССР 1991. Обладатель Кубка СССР 1987. Трёхкратная чемпионка России (1993, 1994, 1995).
В сборной СССР выступала в 1989—1991 годах. В её составе: серебряный призёр Кубка мира 1989, двукратная чемпионка Европы (1989, 1991).
После окончания игровой карьеры перешла на тренерскую работу. До 2012 года работала в ДЮСШ «Самотлор» (Нижневартовск), затем в московской СДЮСШОР № 65 «Ника». В настоящее время — тренер молодёжной команды московского «Динамо».

## Источник
- Волейбол. Энциклопедия / Сост. В. Л. Свиридов, О. С. Чехов. — Томск: Компания «Янсон», 2001.